# BayArena
BayArena este un stadion de fotbal din Leverkusen, Germania. Aici joacă meciurile de acasă Bayer 04 Leverkusen.

## Galerie

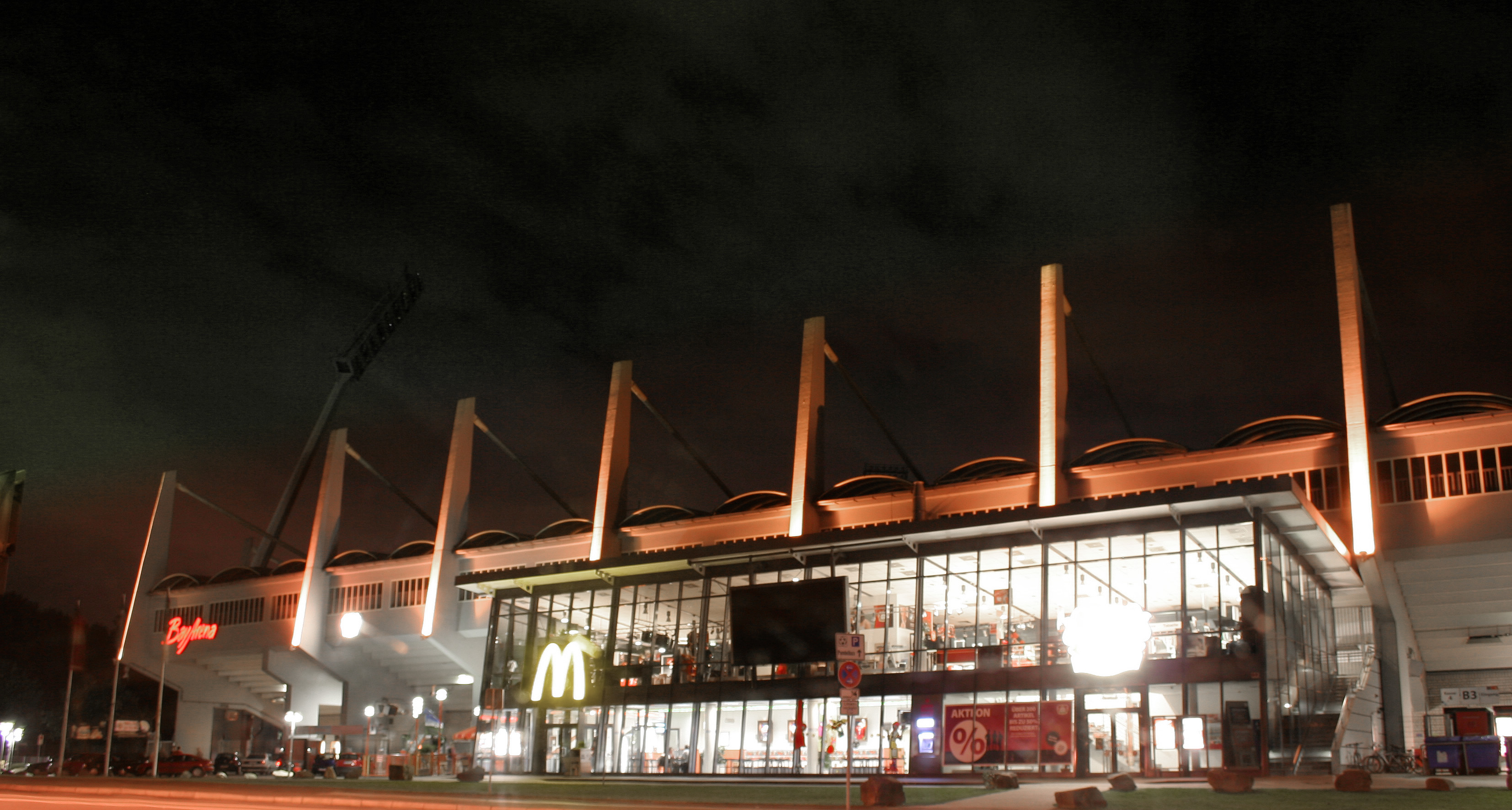
Vechiul BayArena
Schema BayArena
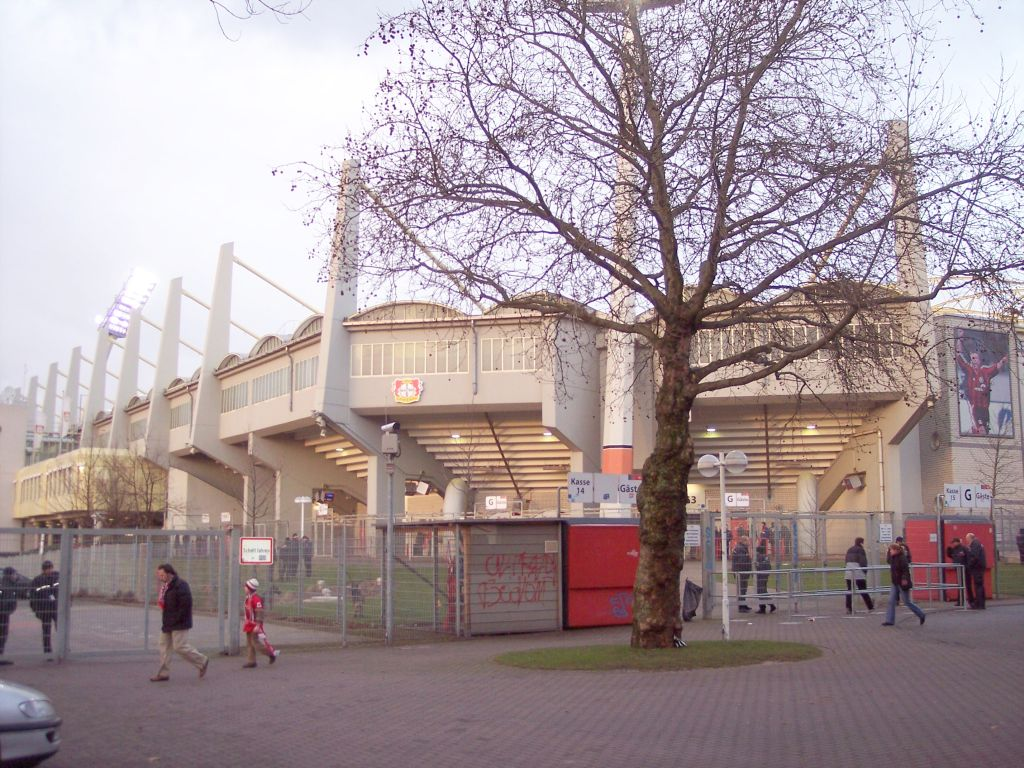
Vechiul BayArena